# Melocactus
Melocactus és un gènere de la subtribu de les Cactines, Tribu Cèries, Família Cactàcies.
Hi destaquen les arèoles floríferes, situades a l'àpex, amb una considerable proliferació de sedes i pèls.

## Taxonomia
Melocactus albicephalus

Melocactus andinus

Melocactus azureus

Melocactus bahiensis

Melocactus bellavistensis

Melocactus broadwayi

Melocactus caroli-linnaei

Melocactus concinnus

Melocactus conoideus

Melocactus curvispinus

Melocactus deinacanthus

Melocactus ernestii

Melocactus estevesii

Melocactus glaucescens

Melocactus grueberi

Melocactus harlowii

Melocactus horridus

Melocactus intortus

Melocactus lanssensianus

Melocactus lemairei

Melocactus levitestatus

Melocactus macracanthus

Melocactus matanzanus

Melocactus mazelianus

Melocactus neryi

Melocactus oreas

Melocactus pachyacanthus

Melocactus paucispinus

Melocactus perezassoi

Melocactus peruvianus

Melocactus praerupticola

Melocactus salvadorensis

Melocactus schatzlii

Melocactus smithii

Melocactus violaceus

Melocactus zehntneri